# Over/EASY SHOW TIME
《over/EASY SHOW TIME》은 V6의 11번째 싱글이다.

## 해설
- V6의 첫 더블 A사이드 (양 A면) 싱글이다. 두 곡 모두 타이업이 붙었다.
- 초회한정반이 3종류가 있어서, 통상반까지 총 4종류가 있다. 초회한정반의 뒤의 자켓을 모두 합쳐 놓으면 V6 멤버 전원의 사진이 된다.
- 〈over〉의 안무 중에, 후렴의 부분에서의 손을 팔랑팔랑 시키는 안무는 20th Century가 제안하기도 하였다.

## 수록곡
1. over
  - 작사: 20th Century / 작곡: 키쿠치 카즈히토 / 편곡: 아카시 마사오
  - TBS계 드라마 《PU-PU-PU-》 주제가
2. EASY SHOW TIME
3. 작사：Lucy E / 작곡: 카와카미 아키히코 / 편곡: 우에노 케이치·미라클 K
  - TBS계 《학교에 가자!》 테마 송
4. over (カラオケ)
5. EASY SHOW TIME (カラオケ)